# Бихоро
Бихоро (яп. 美幌町 Бихоро-тё:) — посёлок в Японии, находящийся в уезде Абасири округа Охотск губернаторства Хоккайдо. Площадь посёлка составляет 438,36 км², население — 20 986 человек (30 июня 2014), плотность населения — 47,87 чел./км².

## Географическое положение
Посёлок расположен на острове Хоккайдо в губернаторстве Хоккайдо. С ним граничат город Китами и посёлки Одзора, Цубецу, Тесикага, Косимидзу.

## Население
Население посёлка составляет 20 986 человек (30 июня 2014), а плотность — 47,87 чел./км². Изменение численности населения с 1980 по 2005 годы:
| 1980 | 26 534 чел. |  |
| 1985 | 26 686 чел. |  |
| 1990 | 25 680 чел. |  |
| 1995 | 24 716 чел. |  |
| 2000 | 23 905 чел. |  |
| 2005 | 22 819 чел. |  |

## Символика
Деревом посёлка считается тис остроконечный, цветком — рододендрон даурский.